# 拱猪
拱猪是一种流行于中国及海外华人社区的牌类游戏，游戏参加人数一般为四人，游戏目的多得正分或少得负分，一般当某人得到正一千分或者负一千分的时候得到相应的奖励或惩罚。
拱猪在流传过程中演化出来可以用两幅牌的玩法，所以一般拱猪亦称拱单猪，对应的两幅牌的玩法称为拱双猪。

## 历史
根据一些棋牌书刊及网站介绍，拱猪是在流行于国外的“黑桃皇后”被引进中国后，经过变化发展而成。
目前附在微软视窗系统中的游戏红心大战与其类似，但是規則不完全相同。
在1989年，中国山西省太原市举办“万人扑克拱猪赛”，有全国60多个代表团前来参加。1992年全国牌友代表集中在太原，讨论后，确定把“拱猪”游戏改名为“华牌”，并且成立了中国华牌协会筹委会，每年举行一次全国华牌大赛。 从1995年起，协会开始着手制定规则，经过了5年的不断修改，现在已经形成了一部上万字的规则。

## 规则
参加人数：四人
发牌：使用除了大小王以外的52张牌（也有使用除了♥2、3以外的52张牌，详见打法差异），每人13张。常見的發牌方式是將洗好的牌背面朝上堆疊放置，由莊家開始案逆時針方向輪流從牌堆中拿牌，稱為「抽牌」或「抓牌」。
牌点大小顺序（递减排列）：A，K，Q，J，10，9，8，7，6，5，4，3，2
特殊牌：在52张牌中，有16张被定义为特殊牌，其中15张分牌和一张特殊作用牌。
其中：
- ♥：A为负50分，K为负40分，Q为负30分，J为负20分，10-5各为负10分，4-2为0分。〈也有 10-5 各為負10-負5分，3,2為负3分，负2分，紅心4則為負10分的玩法，所有的紅心相加起來是負200分〉
- ♠：Q为猪，负100分。这也是拱猪名称的来历。而出小黑桃以迫使猪牌的持有者出猪牌自得的动作也叫“拱猪”。
- ♦：J为羊，正100分。
- ♣：10为变压器，亦称 double 或导板（系double音译）。若单独被获得算作正50分；若非则发生特殊作用——加倍，即获得者的所有分无论正负均乘以二。

可以亮的牌：
- ♥A：亮后使所有红桃的负分加倍
- ♠Q：亮后使猪加倍，为负200分
- ♦J：亮后使羊加倍，为正200分
- ♣10：亮后为正100分或加两倍（乘以四）

由持有可以亮牌的人决定是否亮牌。若某玩家在抽牌時抽到的第一張牌為可亮且亮之，其效再倍增。{♣10變為8倍變壓器 [2(原有)*2(亮)*2(首輪抽到就亮)]，其他牌分值乘以四 [2(亮)*2(首輪抽到就亮)]}。 玩家若首輪抽到可亮牌，須立即亮牌才可再加倍，若玩家首輪抽到可亮牌但在抽下一張牌前沒有亮牌而是之後亮牌，則和普通亮牌等效。
例:
某人首張抽到♠Q並亮這張牌，則♠Q計為負400分。若得到豬牌的人還得到了♣10，且任意玩家在首輪抽牌時抽到♣10並亮牌，此時♣10加8倍，因此該玩家得8*-400=-3200分。
其打牌顺序：
- 亮牌，从庄家开始，庄家一般为上轮得猪（♠Q）者。第一局开始时庄家由随机抽牌决定。

- 亮完牌后，从庄家开始出牌，按逆时针方向，每手必须出一张牌，以后的每一轮由前一轮中最大的玩家出牌引出新的一轮，直到所有牌全部出完，即该局游戏结束。

- 每轮的首个出牌人所出的花色决定该轮牌的主要花色。当轮到某玩家出牌时，如果该玩家手中有主要花色的牌，则必须出该花色牌；若没有，则可以出任意其它花色牌，但均算作最小。

- 一轮结束后，出主要花色中点数最大牌的玩家得到该轮的所有分牌，用于最后结算分数。

## 算分
- 若没有变压器且没有亮牌，则把所有相应分数相加即可。

例如：
♥：A K 8 7 ♠ Q 为 (-50)+(-40)+(-10)+(-10)+(-100)=-210分
♥：3 4 5 ♦ J 为 (0)+(0)+(-10)+(+100)=+90分
- 若有变压器，则在算出总分后乘以2

例如：
♥：A K 8 7 ♠ Q ♣ 10 为 [(-50)+(-40)+(-10)+(-10)+(-100)]*2=-420分
注：当只有♣10时，该玩家得+50分
- 若有亮牌，则对相应牌的分加倍

例如：
♥：A K 8 7 ♠ Q （亮♥A）为 [(-50)+(-40)+(-10)+(-10)]*2+(-100)=-320分
♥：A K 8 7 ♠ Q （亮♠Q）为 (-50)+(-40)+(-10)+(-10)+[(-100)*2]=-310分
- 全红：如果某个玩家收齐了所有的红桃牌。那么，所有的红心将变为正分。即一共+200分，若亮过红桃则为+400分。

- 大满贯（猪羊满圈）：如果某个玩家收齐了所有的分牌（包括所有的红心、猪、羊、变压器），猪也将变为正分，总得分是（200 + 100 + 100）* 2 = +800分，若所有能亮的牌均亮过，则为（400 + 200 + 200）* 4 = +3200分

## 奖励与惩罚
为了增加游戏的娱乐性，在流传过程中，玩家们赋予了游戏多种奖励与惩罚的方式。通常奖励与惩罚在最高分或最低分，或者它们之间的差额达到某个事先确定的数值时进行。
其中最普遍的是拱猪，即用鼻子将洗好的牌之中的黑桃Q拱出来。又有从桌下穿过，模仿猪爬过的样子。
其次比较普遍的有赢家给输家贴耳朵（由纸条做成），刮鼻子，打手心，罚下蹲运动或俯卧撑

## 规则差异
因为流传范围广泛，引起了许多规则差异
- 部分地区使用除了♥2、♥3以外的所有牌，将大小王视为红心，分别为-70分和-60分。全红中必须包括大小王
- 第一张出的牌亦有♣2，♠2，♠3
- 亮牌亦有人称为卖牌，比如亮猪称为卖猪，亮羊称为卖羊
- 部分地区在普通的亮牌（卖牌）规则之上，还有“天卖”（不看牌，直接亮出本人抓的第一张，如果是可以亮的牌，效果翻8倍）和“地卖”（自己看牌后，亮出本人抓的第一或第二张牌，效果翻4倍）。
- 部分地区流行对家配合打法，配合方式有两种，一种为明伙伴，是按所坐方位而定，南北互为搭档，东西互为搭档；另外一种是暗伙伴，由庄家随意叫一张牌，拥有此张牌的人即和庄家成为搭档。配合后，团队的分是在个人的分算出来之后相加，然后将此分记入个人的记录。
- 部分地区第一轮不能出有分的牌，除非某玩家只有一个草花10
- 部分地区规定所有亮过的牌不能在该花色第一轮出牌时出，但可以在第一次垫牌时出
- 部分地区流行两副牌的拱猪，规则大致与一副牌的相同
- 部分地区羊♦J被卖了之后变为-100分；变压器♣10僅变负分而不变正分（即所有红心牌♥、♠Q与卖出的羊♦J翻倍，未卖出的羊♦J不翻倍）；若变压器♣10自留（即被原持有者得到），则分数再翻一番（原来的4倍），但仍然变负不变正
- 部分地區當某一局發生全紅（所有的紅心由同一位玩家吃到）時出現豬羊變色的規則，也就是豬變成正一百分，羊變成負一百分。在此規則下大滿貫為例外情形。

## 影响
在中国，不少的网络休闲游戏的平台，均可以找到拱猪，例如远航游戏中心，边锋网络游戏世界，联众世界，QQ游戏。